# Галунов, Николай Захарович
Николай Захарович Галунов (18.12.1951 — 18.10.2021) — украинский физик, лауреат Государственной премии Украины в области науки и техники (2016).
Родился 18.12.1951 в Харькове.
Окончил Харьковский государственный университет (1973).
С 1974 г. работал в Институте монокристаллов АН УССР (НАНУ), с 1988 г. начальник сектора, с 1992 г. зав. отделом молекулярных и гетероструктурированных материалов (с 01.08.2017 отдел гетероструктурированных материалов) Института сцинтилляционных материалов.
Зав. кафедрой физической оптики Харьковского национального университета.
Кандидат (02.11.1984), доктор (01.04.1994) физико-математических наук. Старший научный сотрудник (18.10.1989), профессор (21.12.2001).
Лауреат Государственной премии Украины в области науки и техники (2016) — за работу «Розробка пластмасових сцинтиляторів багатофункціонального призначення».
Лауреат премии имени Францевича (1992) — за цикл работ «Вплив електронноакцепторних мікродомішок розплаву органічних молекулярних речовин на процес кристалізації та властивості монокристалів».
Умер в Харькове 18 октября 2021 года.
Сочинения:
- Радиолюминесценция органических молекулярных конденсированных сред : дис… д-ра физ.-мат. наук: 01.04.05 / Галунов Николай Захарович ; АН Украины, Ин-т монокристаллов. — Х., 1993. — 276 с. — Бібліогр.: л. 261—276.
- Теория и применение радиолюминесценции органических конденсированных сред / Н. З. Галунов, В. П. Семиноженко ; НАН Украины, Институт монокристаллов. — К. : Наукова думка, 1997. — 279 с. — ISBN 966-00-0071-5
- Формирование треков ионизирующих излучений в органических конденсированных средах : [монография] / Галунов Н. З., Тарасенко О. А. ; Нац. акад. наук Украины, НТК «Ин-т монокристаллов», Ин-т сцинтилляц. материалов. — Х. : ИСМА, 2011. — 479 с. : рис., табл. — (Состояние и перспективы развития функциональных материалов для науки и техники ®). — Бібліогр.: с. 447—475. — 300 прим. — ISBN 966-02-2555-5. — ISBN 978-966-02-6157-0
- Радиолюминесценция органических конденсированных сред. Теория и применение : [монография] / Н. З. Галунов, В. П. Семиноженко ; Нац. акад. наук Украины, Науч.-технол. комплекс «Ин-т монокристаллов». — Изд. 2-е, испр. и доп. — Киев : Наукова думка, 2015. — 462, [1] с. : рис., табл. — Бібліогр.: с. 426—452. — 300 прим. — ISBN 978-966-00-1469-5
- О природе света / Галунов Н. З. ; [гл. ред. Б. В. Гринев] ; НАН Украины, Ин-т сцинтилляц. материалов. — Харьков : ИСМА, 2019. — 252 с. : рис. — Бібліогр. в знесках. — ISBN 978-966-02-89827-7